# Pengfors
Pengfors är en småort i Vännäs kommun, Västerbottens län.